# St. Anthony, Newfoundland och Labrador
St. Anthony är en ort i Kanada.   Den ligger i provinsen Newfoundland och Labrador, i den östra delen av landet, 1 600 km öster om huvudstaden Ottawa. St. Anthony ligger 9 meter över havet och antalet invånare är 2 418. Saint Anthony Airport ligger i närheten.
Terrängen runt St. Anthony är platt åt sydost, men åt nordväst är den kuperad. Havet är nära St. Anthony åt sydost. Trakten är glest befolkad. St. Anthony är det största samhället i trakten. 